# Came Ira
Came Ira ist eine Quelle im osttimoresischen Suco Tutuala (Gemeinde Lautém). Sie befindet sich an der Straße von Tutuala nach Mehara, westlich des Ortes Vero. Es handelt sich um eine kleine Sickerstelle, deren Wasser als Trinkwasser, zum Waschen und zur Bewässerung von Feldern verwendet wird. In ihm leben Afrikanische Raubwelse (Clarias gariepinus).